# Dodonaea ptarmicifolia
Dodonaea ptarmicifolia là một loài thực vật có hoa trong họ Bồ hòn. Loài này được Turcz. mô tả khoa học đầu tiên năm 1852.